# It's Alright, Ma (I'm Only Bleeding)
«It's Alright, Ma (I'm Only Bleeding)» es una canción compuesta por Bob Dylan. Apareció por primera vez como la penúltima canción en la segunda cara de su álbum Bringing It All Back Home, publicado el 22 de marzo de 1965 por Columbia Records, a pesar de que Dylan ya la había interpretado en 1964. 
Una famosa interpretación de la canción, realizada por Roger McGuinn, apareció en la banda sonora de Easy Rider . 
The Byrds también interpretaban de vez en cuando la canción en directo. Una versión se ha utilizado en el disco bonus (Untitled) / (Unissued). Esta versión también aparece como un bonus track en la versión remasterizada de la compilación The Byrds Play Dylan. 
El verso «He not busy being born is busy dying» («Aquel que no está ocupado naciendo está ocupado muriendo») es muy popular entre los políticos: Jimmy Carter lo utilizó en su discurso de aceptación en 1976 en la Convención Nacional Democrática, y en la campaña presidencial del 2000, Al Gore le dijo a Oprah Winfrey que era su cita preferida. 
La canción aparece en el último episodio de The Sopranos.